# Tiefenstein (Görwihl)

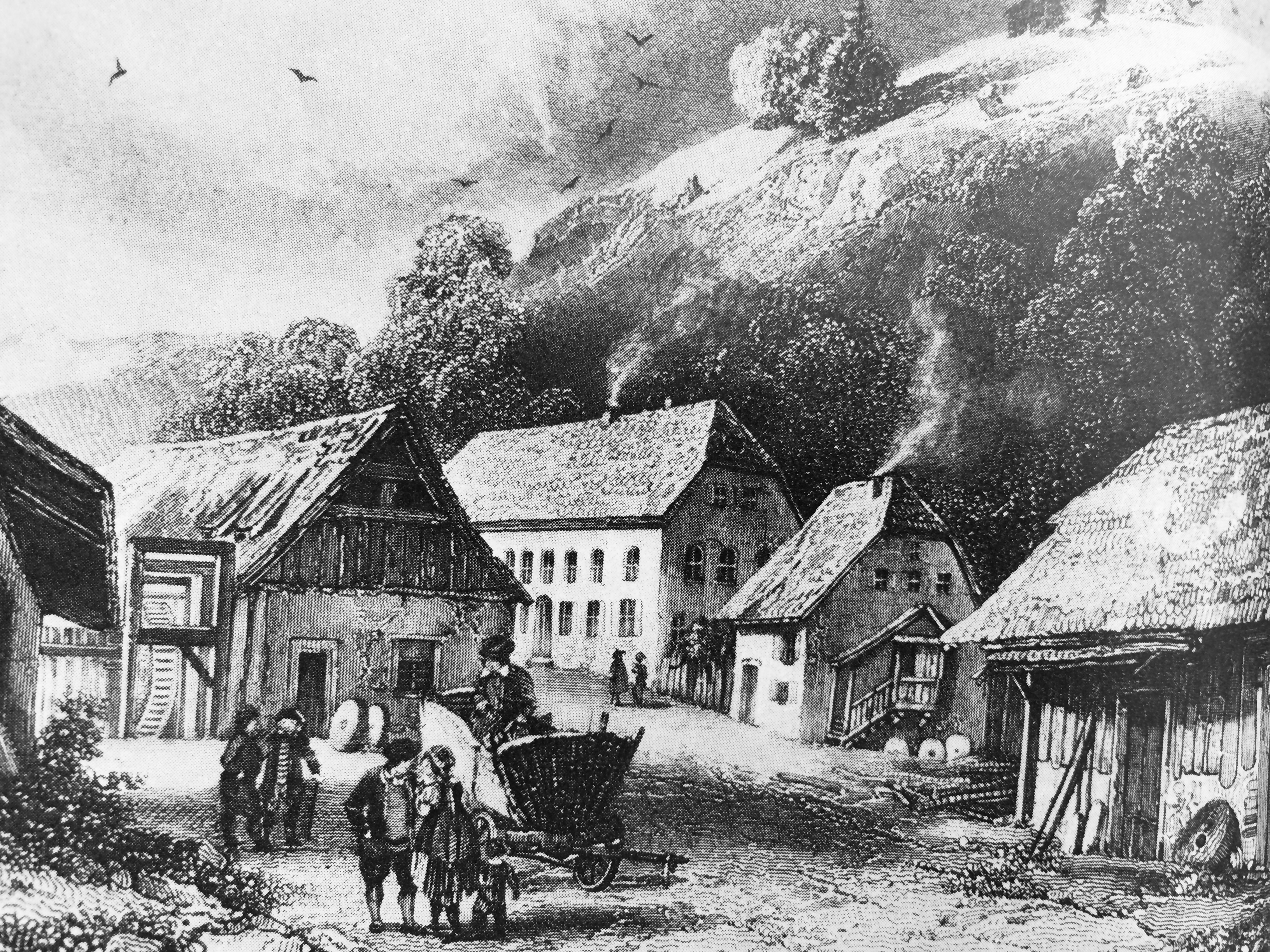
Tiefenstein, 1844

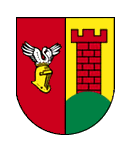
Wappen von Tiefenstein

Der Ort Tiefenstein liegt im Albtal an der Alb und ist ein Ortsteil von Görwihl im Hotzenwald im Landkreis Waldshut. Der Ortsteil hatte am 30. Juni 2018 153 Einwohner. Der Ort geht zurück auf die als Tufenstein erstmals genannte Burg Tiefenstein der nobilis viri de Tuifenstein, der Ritter von Teufen. Die Ruine liegt auf der Gemarkung von Görwihl. Bei Hohenfels besteht das Kraftwerk Hohenfels das einst für die Papierfabrik Albbruck erbaut wurde. 1855 bis 1859 wurde die Albtalstraße vom Badischen Staat erbaut bis nach Niedermühle, um das Eisenwerk Albbruck besser mit Holzkohle aus den Wäldern zu versorgen, die Eisenwerke in Kutterau, Tiefenstein und letztlich auch in St. Blasien ließ man bewusst eingehen, um die Holzkohle allein für Albbruck zu erhalten. Doch vergeblich, 1866 musste das Eisenwerk Albbruck aus mehreren Unkostengründen schließen. Es entstand die Papierfabrik in Albbruck.
Die Gemarkung des Orts verteilte sich bis 1974 auf vier Gemeinden: Rüßwihl, Niederwihl und Schachen sowie links der Alb zu der Gemarkung von Buch, also ehemals zwei Landkreisen solange der Landkreis Säckingen bestand. Bis 1973 bestand eine Schule. Bei Tiefenstein liegt der in Betrieb stehende Steinbruch Tiefenstein.
In der Talweitung von Schildbach (aus Hogschür) und Steinbach (aus Remetschwiel) liegt der aus einem ehemaligen Hammer- und Eisenwerk (1630) und einer Mühle (1770, heute Sägewerk) entstandene Ort an der Albtalstraße von Albbruck nach St. Blasien. Die Albtalbrücke war eine wichtige Verbindung zwischen dem Albgau mit dem Klettgau, die „Grenze“ zwischen Klettgau und Albtal bildet jedoch nicht das Albtal, sondern das Schlüchttal. Die Verhüttung von Eisenerz wurde 1770 eingestellt, und die Wasserkraftanlagen des Hammerwerks wurden 1865 für die Spinnerei Tiefenstein ausgebaut.
Seit Pfingsten 2015 ist die Albtalstraße L 154 zwischen Tiefenstein und Albbruck-Hohenfels wegen der Gefahr von Felsstürzen gesperrt. Ob sie je wieder geöffnet wird, ist ungewiss.
In der Nähe befinden sich die Ruinen der Iburg sowie der Wallburg Tiefenstein. An der Albhalde unterhalb Niederwihl befindet sich der Tiefensteiner
Granitsteinbruch, in dem Albtalgranit gebrochen wird.
Im Ort befindet sich die Kapelle St. Theresia von Lisieux der katholischen Kirchengemeinde Hotzenwald St. Wendelinus.